# 소린 그린데아누

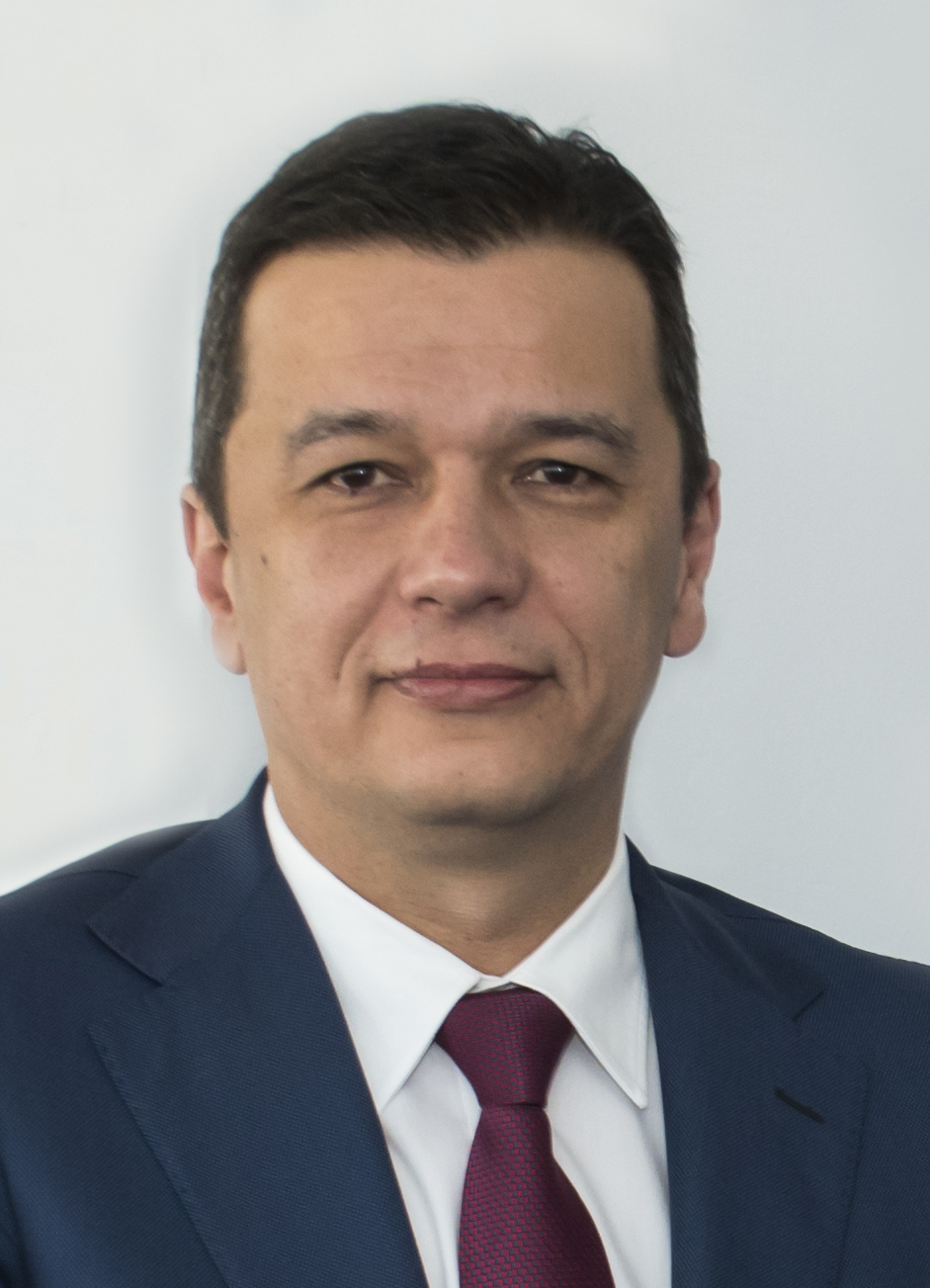
소린 그린데아누(2018년)

소린 그린데아누(루마니아어: Sorin Grindeanu, 1973년 12월 3일 ~ )는 루마니아의 정치인이다. 소속 정당은 루마니아 사회민주당이며, 루마니아 총선에 승리하여 2017년 1월 5일 총리 인준이 통과되어 공식적으로 총리직을 수행하기 시작하였다.2017년 6월 21일 루마니아 의회가 그린데아누 총리 불신임안을 가결했다. 이로 인해 재직한지 6개월만에 총리직을 사임되었다.